# Piomba
Il Piomba è un fiume dell'Abruzzo. In epoca romana veniva chiamato Comarna, e nella sua foce, così come in quelle del Cerrano (Matrinus), e Vomano (Vomanum), si trovava un importante porto della città di Hatria (Atri), che a quei tempi controllava il mare Adriatico da Ancona a Pescara.

## Descrizione
Nasce da sorgenti fredde saline sul versante settentrionale e sul versante meridionale del monte Giove a 723 m s.l.m. nel territorio dei comuni di Cermignano, Penna Sant'Andrea e Bisenti dove ha origine anche da colle Marmo 704 m s.l.m.; più a valle nella località di Trapannaro (Cermignano), vi sono sorgenti sotto forma di vulcanelli di fango (nel dialetto locale: "acqua-zolfo), rare in tutto il mondo. Attraversa Cellino Attanasio, lambisce Montefino, Castilenti, Elice, Atri, Città Sant'Angelo, ancora Atri ed infine Silvi. I centri abitati che si trovano nella sua valle sono Villa Bozza (Montefino), Personato (Atri), Piomba (Silvi), Manzitti(Atri).
Nel territorio di Atri il Piomba riceve diversi affluenti che nascono nella Riserva naturale guidata Calanchi di Atri: il Fosso Piaia, il Fosso Brecciara ed il Fosso Casale; il più importante, che è anche il più lungo, è il Fosso del gallo (16 km), che nasce sotto Atri e sbocca nel Piomba nel territorio di Silvi, dove il fiume riceve anche il Fosso Marinelli San Silvestro; nel territorio di Cellino riceve le acque del Torrente fosso della Pietra (7 km).
Sfocia nell'Adriatico tra Marina di Città Sant'Angelo (PE) e Silvi Marina (TE), la sua parte terminale costituisce il confine tra la provincia di Pescara e quella di Teramo. La foce è ad estuario, ma è particolare poiché si presenta come un lago, chiuso da una diga naturale di sabbia, che permette la fuoriuscita di una piccola quantità d'acqua. Il lago è caratterizzato dalla salinità dell'acqua, dovuto anche alle sorgenti saline del fiume. Inoltre vi è una grande presenza di pesci ed uccelli, che nidificano nei canneti che si trovano sulle due sponde del fiume.
La provincia di Teramo ospita i nove decimi del corso del fiume nel territorio della Comunità Montana del Vomano, Fino e Piomba, a vocazione agricola e zootecnica, dove le sue acque sono utilizzate in maniera eccessiva per l'irrigazione ed inquinate dagli scarichi.
Il Piomba ha un carattere torrentizio poiché è alimentato principalmente se non esclusivamente dalle precipitazioni; spesso nei periodi di secca si prosciuga, ma basta qualche giorno di pioggia per alzarne il livello anche di due-tre metri, ciò è dovuto anche al fatto che drena quasi tutta l'acqua che proviene dai Calanchi di Atri che non la trattengono favorendo le piene improvvise.

## Affluenti
I principali affluenti che arricchiscono il Fiume Piomba sono dieci.
Gli affluenti di sinistra sono i più numerosi, il torrente o Fosso del gallo è il maggiore affluente lungo 14 km e confluisce con il Piomba, nel territorio comunale di Silvi nella località Fosso del Gallo, sempre a Silvi il Piomba riceve le acque del fosso Marinetti-San Silvestro lungo 6,5 km, ad Atri riceve le acque dei fossi Piaia, Brecciara, e del Casale, nel territorio della Riserva naturale guidata Calanchi di Atri, e dei fossi Portella 6 km e Frigioni.
Gli affluenti di destra sono rappresentati dal fosso Personato (Atri, Castilenti, Montefino), fosso delle pietre 6,5 km (Cellino Attanasio, Montefino, Castiglione Messer Raimondo), e riceve le acque del ramo originario fosso Grande 7 km (Cermignano, Bisenti, Cellino Attanasio).